# Charles Aznavour chante... Charles Aznavour
Albums de Charles Aznavour
Charles Aznavour chante Charles Aznavour, vol. 2
(1955)
Singles
1. Jézébel / Poker
Sortie : 1952
2. Oublie Loulou / Plus bleu que tes yeux
Sortie : 1952
3. Quand elle chante / Si j'avais un piano
Sortie : 1952
4. Mé-ké / Viens
Sortie : 1953
5. Et bâiller et dormir / Intoxiqué
Sortie : 1953
6. Couchés dans le foin / À propos de pommier
Sortie : 1953
7. Poker / Monsieur Jonas
Sortie : 1954

Charles Aznavour chante... Charles Aznavour est le 1er album studio français de Charles Aznavour. Il est sorti en décembre 1953.
Les orchestrations sont dirigées sous les diverses formations de : Michel Ramos (1, 2, 3), Robert Valentino (4, 5, 6, 7, 8, 11) dont des chœurs masculins, et Franck Pourcel (9, 10). 

## Liste des chansons
| 1. | Et bâiller et dormir | C. Aznavour / Jeff Davis     |  |
| 2. | Couchés dans le foin | Jean Nohain / Mireille       |  |
| 3. | Intoxiqué            | C. Aznavour / Gaby Wagenheim |  |
| 4. | Oublie Loulou        | C. Aznavour                  |  |
| 5. | Quand elle chante    | C. Aznavour / G. Wagenheim   |  |
| 6. | Si j'avais un piano  | C. Aznavour / G. Wagenheim   |  |

| 7.  | Viens                  | C. Aznavour / Gilbert Bécaud      |  |
| 8.  | Mé-ké                  | C. Aznavour / G. Bécaud           |  |
| 9.  | Jézébel                | C. Aznavour / Wayne Shanklin (en) |  |
| 10. | Poker                  | C. Aznavour / Pierre Roche        |  |
| 11. | Plus bleu que tes yeux | C. Aznavour                       |  |